# Piter Gejbrijel
Piter Brajan Gejbrijel (engl. Peter Brian Gabriel; Čobham, 13. februar 1950) engleski je pevač, tekstopisac, producent rekorda, i aktivista. Poznat je kao originalni vodeći pevač benda progresivnog roka Genesis od 1967 do 1975, i po njegovog naknadnoj solo karijeri. AllMusic opisuje Gejbrijela kao „jednog od najambicioznijih, najinovativnijih rok muzičara, kao i jednog od visoko politički nastrojenih”. On je uveden u Dvoranu slavnih rok end rola kao član Genesisa 2010. godine, čemu je sledilo njegovo uvođenje kao solo umetnika 2014. godine. Njegova diskografija uključuje devet studijskih albuma koji su u SAD-u prodali 10 miliona potvrđenih primeraka.

## Biografija
Piter Brajan Gejbrijel je rođen 13. februara 1950. godine u Vokingu u Sariju. On je odgojen u porodici srednje klase u Kokshilu, viktorijanskom imanju koje se nalazi na Dip Pul Farmi, izvan Ćobhama. Njegov otac, Ralf Parton Gabriel (1912–2012), bio je inženjer elektrotehnike, a njegova majka Edit Irena Gabriel (devojački Alen) potiče iz muzičke porodice. Njegov pra-pra-pra-stric, Ser Tomas Gabriel, prvi baronet, bio je gradonačelnik Londona od 1866. do 1877. godine. Gabriel je pohađao Kable Hause, privatnu osnovnu školu u Vokingu, a potom je pripremnu školu za dečake Sv. Endrus u Horselu. Tokom tog perioda, Gabrielovi učitelji su primetili njegov pevački talenat, ali on se odlučio za časove klavira svoje majke i razvio je interes za bubnjanje. U desetoj godini je počeo da svira na bubnjarskom setu. Gabriel je pohađao Čarterhause školu gde je nastupao u bendovima i sa ostalim učenicima je formirao Genesis. Do ranih 1970-ih njegova scenska persona se razvijala u pomoć različitih kostima, šminke i glume, što je pomoglo da se poveća profil benda. Nakon turneje dvostrukog konceptualnog albuma „The Lamb Lies Down on Broadway” (1974), koji je on osmislio i za koji je napisao veći deo lirike, Gabriel je napustio grupu da nastavi solo karijeru. Od 1977. do 1982. godine objavio je četiri albuma, svi pod nazivom Peter Gabriel, a uspeh je osvojio singlovima „Solsbury Hill”, „Games Without Frontiers”, „Biko”, i „Shock the Monkey”. Njegov komercijalni uspeh je dostigao vrhunac sa njegovim petim albumom, „So” (1986), koji je i dalje njegov najprodavaniji album sa preko 5 miliona prodatih primeraka samo u SAD. Njegov vodeći singl, „Sledžehamer”, otišao je na broj 1 na američkoj listi Bilbord Hot 100. Pesma je osvojila rekordnih devet MTV nagrada 1987. godine, a 2011. godine bila je muzički najgledaniji muzički video na MTV-u. Gabrijel se takođe upustio u snimanje filmova i napisao muziku za Birdi i Poslednje Hristovo iskušenje. Pratio je So sa još četiri albuma. „Us” (1992) i „Up” (2002) sadrže originalni materijal, a njegova zadnja dva, „Počešaj moja leđa” (2010) i „Nova krv” (2011), sadrže naslove raznih umetnika. Od 2010. do 2016. godine gostovao je širom sveta kao solo umetnik i kao zajednički izvođač sa Stingom.
Gabrielova karijera se napredovala tokom 1980-ih i on je postao istaknuta ličnost u svetskoj muzici i ljudskim pravima. On je koosnovao svetski muzički festival WOMAD 1982. godine i ostaje šampion žanra, promovišući i produkujući različite umetnike putem svoje izdavačke firme Real Vorld Records. On je učestvovao u turneji Ljudska prava sad! Amnesti Internationala 1988. godine. On je bio jedan od osnivača organizacije za ljudska prava Vitnes 1992. godine. Početkom 2000-ih započeo je sa primenom digitalnog pristupa distribuciji muzike, koosnivajući OD2, jednan od prvih servisa za preuzimanje muzike. Gabrijel je razvio The Elders zajedno sa Ričardom Bransonom, koji je lansirao Nelson Mandela 2007. godine. Gabrijel je osvojio brojne nagrade tokom karijere, uključujući šest Gremi nagrada, tri Brit nagrade, i trinaest MTV video muzičkih nagrada, prvu Pionirsku nagradu na BT digitalnim muzičkim nagradama, nagradu Ivor Novelo za životno dostignuće, i Polarnu muzičku nagradu. Godine 2006, kao priznanje za njegov aktivizam za ljudska prava, Gabriel je dobio nagradu Čovek mira od dobitnika Nobelove nagrade za mir. Godine 2008, Tajm ga je proglasio jednim od 100 najuticajnijih ljudi na svetu.

## Diskografija
Studjski albumi
- Peter Gabriel (1977; poznat kao Peter Gabriel 1 i Car)
- Peter Gabriel (1978; poznat kao Peter Gabriel 2 i Scratch)
- Peter Gabriel (1980; poznat kao Peter Gabriel 3 i Melt)
- Peter Gabriel (1982; poznat kao Peter Gabriel 4 i Security)
- So (1986)
- Us (1992)
- Up (2002)
- Scratch My Back (2010)
- New Blood (2011)
- i/o (2023)

Soundtracks
- Birdy (1985)
- Passion (1989)
- OVO (2000)
- Long Walk Home (2002)

## Literatura
- Bowler, Dave; Dray, Bryan (1992). Genesis – A Biography. Sidgwick & Jackson. ISBN 978-0-283-06132-5.
- Easlea, Daryl (2018). Without Frontiers: The Life & Music of Peter Gabriel (Revised and Updated изд.). Omnibus Press. ISBN 978-1-787-59082-3.
- Frame, Pete (1983). The Complete Rock Family Trees. Omnibus Press. ISBN 978-0-7119-0465-1.

## Spoljašnje veze
- Zvanični veb-sajt
- Piter Gejbrijel na sajtu  (jezik: engleski)